# لي كه تشيانغ
لي كه تشيانغ (بالصينية: 李克强، اللفظ: ‎[lì kʰɤ̂tɕʰjɑ̌ŋ]‏، ولد في 1 يوليو 1955) سياسي صيني، رئيس مجلس الدولة الصيني (رئيس وزراء) منذ 15 مارس 2013 حتى 11 مارس 2023. عضو باللجنة الدائمة للمكتب السياسي للجنة المركزية للحزب الشيوعي الصيني وسكرتير لجنة الحزب الشيوعي الصيني في مقاطعة لياونينغ (2004–2007)، ورئيس اللجنة الدائمة لمجلس نواب الشعب بمقاطعة لياونينغ.
لي كه تشيانغ من قومية هان ومسقط رأسه دينغيوان بمقاطعة آنهوي، ولد في 1 يوليو 1955. وانضم إلى الحزب الشيوعي الصيني في مايو 1976 وبدأ العمل في مارس من عام 1974. وقد تخرج في كلية الاقتصاد بجامعة بكين وتخصص في الاقتصاد. وقام بدراسات عليا أثناء العمل. وحصل على درجة دكتوراه في الاقتصاد. لي كه تشيانغ عضو باللجان المركزية الـ 15 والـ 16 والـ 17 للحزب الشيوعي الصيني، وعضو بالمكتب السياسي ولجنته الدائمة للجنة المركزية الـ 17 للحزب الشيوعي الصيني. وعضو اللجنة الدائمة للمجلس الوطني لنواب الشعب الثامن.
لي كه تشيانغ هو صاحب مؤشر كه تشيانغ والذي يقيم قوة الاقتصاد الصيني عن طريق دمج ثلاث مؤشرات هي كمية الطاقة الكهربائية المستهلكة في مجال الصناعة ومؤشر لحركة النقل الداخلي وكذلك مؤشر القروض المتوسطة والطويلة المدى لدى البنوك المحلية، وعن طريق هذه المؤشرات الثلاثة يمكن تقييم حالة الاقتصاد الصيني بدقة اعلى من الطرق التقليدية مثل (إجمالي الناتج القومي).
ارتقى لي في السلم الوظيفي بانخراطه في رابطة الشباب الشيوعية. خلال الفترة من عام 1998 إلى 2004، شغل لي منصب حاكم خنان وأمين حزب المحافظة. في الفترة من عام 2004 إلى 2007، شغل منصب أمين حزب محافظة لياونينغ، وهو أعلى منصب سياسي في المحافظة. من عام 2008 إلى 2013، شغل لي منصب النائب الأول لرئيس مجلس الدولة آنذاك ون جيا باو، وتولى الإشراف على مجموعة واسعة من المشاريع التي شملت التنمية الاقتصادية وضوابط الأسعار والتمويل وتغير المناخ وإدارة الاقتصاد العام.
اعتُبر لي عمومًا حليفًا سياسيًا للزعيم السابق هو جينتاو نظرًا للخبرة التي اكتسبها من رابطة الشباب الشيوعية. تولى لي منصب رئيس الوزراء في عام 2013، وعمل على تيسير تحول أولويات الحكومة الصينية من النمو القائم على التصدير إلى التركيز بصورة أكبر على الاستهلاك الداخلي. مثّل لي قوة رئيسية وراء تنفيذ «إصلاحات الترسيخ الشاملة» المُعلن عنها في خريف عام 2013. أصدر لي ومجلس وزرائه خطة صُنِع في الصين 2025 الاستراتيجية في مايو 2015.
توفي في 27 أكتوبر 2023 عن عمر ناهز الثامنة والستين بعد عشرة أشهر من ترك منصبه.

## نشأته وتعليمه
وُلد لي كه تشيانغ في 1 يوليو 1955 في خفي بمحافظة آنهوي. عمل والده مسؤولًا محليًا في آنهوي.
تخرج لي من مدرسة خفي الثانوية الثامنة في عام 1974، إبان فترة الثورة الثقافية، وأُرسل للعمل الريفي في مقاطعة فينغيانغ بمحافظة آنهوي، حيث انضم في النهاية إلى الحزب الشيوعي الصيني وشق طريقه ليصبح رئيس فريق الإنتاج المحلي في الحزب. حاز على تكريم الفرد المتميز في دراسة فكر ماو تسي تونج خلال تلك الفترة. رفض لي عرض والده المتمثل بتهيئته لقيادة حزب المقاطعة المحلي والتحق بكلية الحقوق في جامعة بكين، حيث حصل على شهادة البكالوريوس في القانون وأصبح رئيس مجلس اتحاد الطلبة بالجامعة. حصل على درجة الدكتوراه في الفلسفة في الاقتصاد عام 1995، وكان الخبير الاقتصادي البارز لي يينينغ (لا يوجد صلة بينهما) مستشاره في الدكتوراه. حصلت أطروحة الدكتوراه التي كتبها على جائزة صن ييفانغ، وهي أرفع جائزة صينية في مجال الاقتصاد.
في عام 1982، أصبح لي أمين رابطة الشباب الشيوعية في جامعة بكين. دخل القيادة العليا للمنظمة الوطنية لرابطة الشباب الشيوعية في عام 1983 كعضو في أمانتها، وعمل عن كثب مع الأمين العام السابق للحزب هو جينتاو، الذي ارتقى أيضًا عبر صفوف الرابطة منذ ذلك الوقت. أصبح لي الأمين العام الأول للمنظمة في عام 1993 وشغل المنصب حتى عام 1998. وهو عضو تمثيلي من الجيل الأول الذي ارتقى من قيادة رابطة الشباب الشيوعية.

## الارتقاء في السلم الوظيفي

### فترات الولايات الإقليمية
أصبح لي أصغر حاكم محافظة صينية في يونيو 1998 حيث عُين حاكمًا لخنان وهو يبلغ من العمر 43 عامًا. ذكر مسؤولو المحافظة الذين عملوا معه آنذاك أنه رفض المشاركة في أي مآدب أو مناسبات فاخرة كبيرة لا علاقة لها بالأنشطة الحكومية. خلال فترة عمله في منصب الحاكم، ساد شعور عام بأنه ذو حظ سيئ نظرًا لنشوب ثلاثة حرائق كبيرة في المحافظة.
اشتهر لي بصراحته وقاد التنمية الاقتصادية في خنان، وحوّل المنطقة الداخلية الفقيرة إلى منطقة جاذبة للاستثمار. لم يضيع لي وقته في السعي وراء مشاريع سطحية. جاب جميع مناطق المحافظة محاولًا البحث عن حل شامل لمشاكلها المتنامية. ارتقت خنان في ترتيب الناتج المحلي الإجمالي الوطني من المرتبة الثامنة والعشرين في أوائل تسعينيات القرن العشرين إلى المرتبة الثامنة عشر في عام 2004، حيث غادر لي خنان. بيد أن حكومته لم تتمكن نسبيًا من كبح وباء فيروس نقص المناعة البشرية/الإيدز الذي أثر على المناطق الريفية في المحافظة.

## وصلات خارجية
- لي كه تشيانغ على موقع IMDb (الإنجليزية)
- لي كه تشيانغ على موقع الموسوعة البريطانية (الإنجليزية)
- لي كه تشيانغ على موقع مونزينجر (الألمانية)